# Marie-Jeanne Boucher

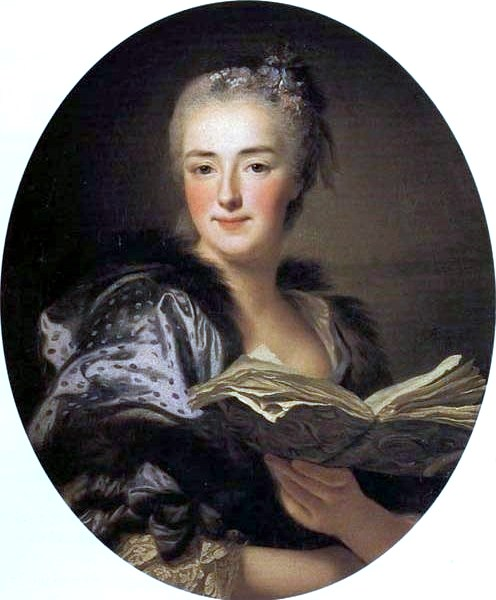
Marie-Jeanne Boucher.

Marie-Jeanne Boucher, född 1716, död 1796, var en fransk gravör och miniatyrmålare. Hon var gift med François Boucher och gjorde gravyrer och miniatyrer av många av hans verk. 
Hon är representerad på Nationalmuseum. 